# Goran Antonijević
Goran Antonijević, né le 24 août 1994 à Čačak, est un coureur cycliste serbe

## Palmarès et résultats

### Palmarès par année
- 2013
  - Apatinske Ribarske Večeri
- 2014
  - Memorijal Milana Milićevića
  - 3e du championnat de Serbie sur route espoirs
- 2015
  - 2e du championnat de Serbie du contre-la-montre espoirs
  - 3e du championnat de Serbie du contre-la-montre
- 2016
  - 3e du championnat de Serbie du critérium
- 2017
  - Nagrada Sombora
  - Ulicama Save Šumanovića
  - 2e du championnat de Serbie sur route

### Classements mondiaux
| Année           | 2015   | 2016   | 2017   |
| --------------- | ------ | ------ | ------ |
| UCI Europe Tour | 1 142e | 1 305e | 1 000e |